# 春音Alice＊Gram
《春音Alice＊Gram》是NanaWind在2017年6月30日發售的戀愛冒險類型成人遊戲。2019年3月28日由Entergram發售PlayStation 4與PlayStation Vita版本《春音Alice＊Gram Snow Drop》。2019年3月29日發行續作《白戀SAKURA*GRAM》。

## 故事簡介
成稜學園有學生會跟新生會兩個組織，男主角瀨真颯太朗所加入的黃昏社歸於學生會管轄並幫學生會解決問題。某一天颯太朗收到了一封神祕的信，並要颯太朗解決信上的問題。

## 登場角色

### 主要角色
瀨真颯太朗
成稜學園二年級生，黃昏社成員，成績優秀。
白羽優理（聲：遙空）
成稜學園二年級生，學生會長，擅長照顧人且責任感強烈，深受學生信賴。
久遠寺一葉（聲：波奈束風景）
成稜學園二年級生，風紀委員會的委員長，颯太朗的青梅竹馬。擁有「成稜的白百合」之名。
神咲艾麗莎（聲：奏雨）
從外國到成稜學園留學的公主，就讀二年級。好奇心旺盛，非常喜歡日本大眾文化與風俗，後來加入黃昏社。
凜堂耶耶（聲：くすはらゆい）
成稜學園二年級生，黃昏社的社長，理事長的女兒，擁有小惡魔的一面。
藤乃雪（聲：杏子御津）
成稜學園一年級生，新生會的書記，經常到黃昏社的社團教室玩耍。家裡是歷史悠久的餐廳，有著高超的料理技術。
橘朝陽（聲：碧木梨（春音PC）→月讀梓（春音PS4·PSV、白戀））
PS4、PSV版升格為女主角。成稜學園一年級生，學生會的副會長兼會計，和優理感情很好。

### 其他角色
瀨真梢（聲：花寺香蓮）
成稜學園一年級生，隸屬於風紀執行部。颯太朗的妹妹，個性活潑，是一个御宅族。在续作《白戀Sakura＊Gram》升格為女主角。
神無月祥子（聲：花澤櫻）
颯太朗的義姐。在同开发团队之前的作品《ALIA's CARNIVAL!》登场过。
佐伯真织（聲：葉村夏緒）
飒太朗所在班级的班主任，美术科教师。
浮氣澪（聲：廣深香菜）
成稜學園三年級生，即将从成稜學園毕业。新闻部成员。

## 主題曲
片頭曲
作詞：，作曲、編曲：小高光太郎、，主唱：Ceui
片尾曲「ALICE GRADUATION」
作詞：，作曲、編曲：，主唱：Ronica

## 評價
《春音Alice＊Gram》於2017年度「萌系遊戲大賞」獲得純愛系作品賞，並於年間排名獲得第19名。

## 外部連結
- 春音Alice＊Gram遊戲官網 （页面存档备份，存于）（日語）
- PS4、PSV版本遊戲官網 （页面存档备份，存于）（日語）
- APP版本遊戲官網 （页面存档备份，存于）（日語）